# سنط إسفيني الأوراق
سنط إسفيني الأوراق (الاسم العلمي:Acacia cuneifolia) هو نوع من النباتات يتبع جنس السنط من الفصيلة البقولية.